# Forget Paris
Forget Paris è un film del 1995, diretto da Billy Crystal.

## Trama
Mickey Gordon (Billy Crystal) è un arbitro di basket che deve seppellire in Francia il cadavere del padre, osservando le sue ultime volontà, e per un caso fortuito fa la conoscenza di un'addetta al servizio reclami della compagnia aerea parigina.
La donna è Ellen Andrews (Debra Winger), un’americana come lui. I due dopo essersi conosciuti, si innamorano, lei lascia il marito e torna in America con Mickey. Ma la vita di coppia li mette a dura prova. Tutta la narrazione della loro storia si snoda al tavolo di un ristorante in attesa che i due protagonisti arrivino...

## Riconoscimenti
- 1996 - Nastro d'argento
  - Miglior doppiaggio maschile (Luca Biagini)